# 山口楓斗
山口 楓斗（やまぐち ふうと、2000年1月14日 - ）は、ジャパンラグビーリーグワン静岡ブルーレヴズに所属するラグビー選手。

## プロフィール
- ポジションはフルバック(FB)。
- 身長 167 cm、体重 76 kg
- ジュニア・ジャパンに選ばれたことがある。
- U20日本代表に選ばれたことがある[1]。

## 略歴
2018年、東海大福岡高校卒業後、同志社大学に入る。
2022年、静岡ブルーレヴズに加入。
2023年1月22日に行われたJAPAN RUGBY LEAGUE ONE第5節三菱重工相模原ダイナボアーズ戦にて先発出場でリーグワン公式戦初出場を果たした。
2024年6月、ハーバーラグビークラブに留学。